# Sojat Road
Sojat Road è una suddivisione dell'India, classificata come census town, di 11.173 abitanti, situata nel distretto di Pali, nello stato federato del Rajasthan. In base al numero di abitanti la città rientra nella classe IV (da 10.000 a 19.999 persone).

## Geografia fisica
La città è situata a 25° 53' 16 N e 73° 45' 20 E.

## Società

### Evoluzione demografica
Al censimento del 2001 la popolazione di Sojat Road assommava a 11.173 persone, delle quali 5.752 maschi e 5.421 femmine. I bambini di età inferiore o uguale ai sei anni assommavano a 1.760, dei quali 939 maschi e 821 femmine. Infine, coloro che erano in grado di saper almeno leggere e scrivere erano 7.291, dei quali 4.363 maschi e 2.928 femmine.